# Tejmoeraz Gabasjvili
Tejmoeraz Beisikovitsj Gabasjvili (Russisch: Теймураз Бейсикович Габашвили, Georgisch: თეიმურაზ გაბაშვილი) (Tbilisi, 23 mei 1985) is een tennisser uit Rusland. Hij is prof sinds 2001 en bereikte in 2006 voor het eerst de top 100. Zijn hoogste plaats op de ATP-ranglijst is de 59e, die hij behaalde op 2 februari 2009.
Hij won geen ATP-titel, maar heeft in het enkelspel wel vijf challengers en vier futurestoernooien op zijn naam geschreven. Zijn beste resultaat in het enkelspel op een grandslamtoernooi is de vierde ronde (op Roland Garros in 2010).
Gabasjvili is de eerste speler die op het center court van Wimbledon een challenge aanvroeg met het nieuwe systeem Hawk-Eye. Hij deed dat in zijn partij tegen Roger Federer op 25 juni 2007. De challenge viel in Gabasjvili's nadeel uit. Hij verloor de partij in drie sets: 3-6, 2-6 en 4-6.

## Carrière

### Jaaroverzichten

#### 2001–2008
In de periode 2001 tot 2004 speelde Gabasjvili hoofdzakelijk futures- en challengertoernooien. In 2004 speelde hij zijn eerste ATP-toernooien. Op de ATP-toernooien van Båstad en Moskou verloor hij in de eerste ronde.
In 2005 won Gabasjvili zijn eerste partij in een ATP-toernooi: op het ATP-toernooi van Delray Beach versloeg hij in de eerste ronde James Blake. Hij verloor in de tweede ronde van de Amerikaan Vincent Spadea. Gabasjvili won in juli ook zijn eerste challengertoernooi. Hij versloeg in de finale van de challenger van Poznan de Chileen Adrian Garcia.
Gabasjvili maakte zijn grandslamdebuut in 2006 op het US Open, waar hij in de tweede ronde verloor van de Amerikaan James Blake. Hij bereikte in oktober ook de derde ronde op het Masterstoernooi van Parijs. In juli van dat jaar dook Gabasjvili ook voor het eerst de top 100 binnen. Hij eindigde het jaar op plaats 112.
In 2007 nam Gabasjvili deel aan alle grandslamtoernooien. Enkel op het US Open kwam hij verder dan de eerste ronde. Hij versloeg daar in de eerste ronde het zevende reekshoofd Fernando González, maar verloor in de tweede ronde van Robby Ginepri. Verder bereikte hij dat jaar de kwartfinale op het ATP-toernooi van Memphis. Hij sloot 2007 af op plaats 125.
In 2008 won Gabasjvili vier challengertoernooien: Telde, Karlsruhe, Milaan en Bergen. Hij bereikte dat jaar ook de kwartfinale op de ATP-toernooien van Rotterdam, Zagreb, Amersfoort en Boekarest. Hij sloot het jaar voor het eerst af in de top 100, op plaats 65.

#### 2009–2010
In 2009 werd Gabasjvili op het Australian Open meteen in de eerste ronde uitgeschakeld. Desondanks bereikte hij in februari met de 59e plaats zijn hoogste plaats ooit op de ATP-ranglijst. In april bereikte hij de kwartfinale in Casablanca. Op Roland Garros verloor hij in de tweede ronde van Rafael Nadal en op Wimbledon werd hij meteen in de eerste ronde naar huis gestuurd. Eind juni bereikte hij de finale van het challengertoernooi van Braunschweig en begin juli bereikte hij de kwartfinale op het ATP-toernooi van Båstad. De rest van de zomer en de herfst waren weinig succesvol. Op het US Open verloor hij in de eerste ronde. Gabasjvili eindigde het jaar net buiten de top 100, op plaats 106.
Net als in 2009 werd Gabasjvili in 2010 in de eerste ronde van het Australian Open uitgeschakeld. Tot aan Roland Garros kende zijn seizoen maar matige succesjes, met als beste resultaten drie halve finales op het challengercircuit. Op Roland Garros overleefde hij de kwalificaties en geraakte hij tot de vierde ronde, zijn beste resultaat tot dan toe op een grandslamtoernooi. Door zijn vierde ronde kwam Gabasjvili terug binnen in de top 100. Op Wimbledon bereikte hij de tweede ronde. Zijn beste resultaat van de zomer was de kwartfinale op het ATP-toernooi van New Haven. Op het US Open verloor hij meteen in de eerste ronde van de latere winnaar Rafael Nadal. Het najaar was weinig succesvol, met vroege uitschakelingen in de toernooien waar hij aan deelnam. Gabasjvili eindigde het jaar op plaats 80.

#### 2011–2012
Op het Australian Open en op Roland Garros verloor Gabasjvili meteen in de eerste ronde. Na Roland Garros, waar hij een vierde ronde te verdedigen had, viel Gabasjvili uit de top 100. Zijn beste resultaat van het voorjaar was het bereiken de kwartfinale in Houston en 's-Hertogenbosch. Op Wimbledon raakte hij niet verder dan de eerste ronde. Ook tijdens de rest van het jaar ging het niet zo goed. Gabasjvili's beste resultaat was de finale op de challenger van Astana in augustus. Hij sloot het jaar af op plaats 138.
In 2012 speelde Gabasjvili hoofdzakelijk challengers. Zijn beste resultaat was de finale op de challenger in Bordeaux en winst in het dubbelspel op de challenger van Ostrava in mei.

#### 2013–2015
Ook in 2013 richtte Gabasjvili zich voornamelijk op de challengers. Hij was hierbij twee keer succesvol in het enkelspel en twee keer in het dubbelspel, telkens in Oezbekistan en de Verenigde Staten.
In 2014 kwam hij ook weer tot spelen toe op de grandslamtoernooien en behaalde bij het Australian Open en het US Open zijn beste resultaat tot dan toe, namelijk de derde ronde.
In 2015 boekte hij zijn eerste ATP-toernooiwinst in Houston in het dubbelspel. Tevens benaderde hij zijn beste grandslamresultaat met een vierde ronde op Roland Garros

### Davis Cup
Gabasjvili speelde in 2009 voor het eerst voor het Russische Davis Cupteam, in de eerste ronde van de Wereldgroep tegen Roemenië. Hij speelde ook in 2010 en 2011. In totaal speelde hij drie enkelspelpartijen en één dubbelspelpartij. Hij won alleen één enkelspelpartij.

## Palmares
| Legenda                       | Legenda               |
| ----------------------------- | --------------------- |
| Grand Slam                    |                       |
| Olympische Spelen             |                       |
| tot 2009                      | vanaf 2009            |
| Tennis Masters Cup            | ATP Finals            |
| ATP Masters Series            | ATP Tour Masters 1000 |
| ATP International Series Gold | ATP Tour 500          |
| ATP International Series      | ATP Tour 250          |

### Enkelspel
| Nr.                  | Datum             | Toernooi  | Ondergrond | Tegenstander in finale | Score            |
| -------------------- | ----------------- | --------- | ---------- | ---------------------- | ---------------- |
| gewonnen challengers |                   |           |            |                        |                  |
| 1.                   | 25 juli 2005      | Poznan    | Gravel     | Adrian Garcia          | 6-4, 6-2         |
| 2.                   | 5 mei 2008        | Telde     | Gravel     | Pablo Andújar          | 6-4, 4-6, 6-1    |
| 3.                   | 26 mei 2008       | Karlsruhe | Gravel     | Tobias Kamke           | 6-1, 6-4         |
| 4.                   | 9 juni 2008       | Milaan    | Gravel     | Diego Hartfield        | 6-4, 4-6, 6-4    |
| 5.                   | 29 september 2008 | Bergen    | Hardcourt  | Édouard Roger-Vasselin | 6-4, 6-4         |
| 6.                   | 12 mei 2013       | Karshi    | Hardcourt  | Radu Albot             | 6-4, 6-4         |
| 7.                   | 19 mei 2013       | Samarkand | Gravel     | Oleksandr Nedovjesov   | 6-3, 6-4         |
| 8.                   | 10 mei 2015       | Karshi    | Hardcourt  | Jevgeni Donskoj        | 5-2, opgave      |
| 9.                   | 17 mei 2015       | Samarkand | Gravel     | Yuki Bhambri           | 6-3, 6-1         |
| 10.                  | 21 juni 2015      | Fergana   | Hardcourt  | Aleksandr Koedrjavtsev | 6-2, 1-0, opgave |

### Dubbelspel
| Nr.                                   | Datum             | Toernooi         | Ondergrond | Partner           | Tegenstanders in finale              | Score            |         |
| ------------------------------------- | ----------------- | ---------------- | ---------- | ----------------- | ------------------------------------ | ---------------- | ------- |
| gewonnen finales mannendubbelspel     |                   |                  |            |                   |                                      |                  |         |
| 1.                                    | 12 april 2015     | ATP Houston      | Hardcourt  | Ričardas Berankis | Treat Huey Scott Lipsky              | 6-4, 6-4         | details |
| verloren finales mannendubbelspel     |                   |                  |            |                   |                                      |                  |         |
| 1.                                    | 23 juli 2007      | ATP Indianapolis | Hardcourt  | Ivo Karlović      | Juan Martín del Potro Travis Parrott | 6-3, 2-6, 6-10   | details |
| gewonnen challengers mannendubbelspel |                   |                  |            |                   |                                      |                  |         |
| 1.                                    | 26 juli 2004      | Toljatti         | Hardcourt  | Dmitry Vlasov     | James Auckland Ladislav Svarc        | 6-3, 5-7, 6-4    |         |
| 2.                                    | 21 november 2005  | Réunion          | Hardcourt  | Stéphane Robert   | Ivan Cerovic Petar Popović           | 6-4, 6-3         |         |
| 3.                                    | 25 september 2006 | Grenoble         | Hardcourt  | Evgeny Korolev    | Thomas Oger Nicolas Tourte           | 7-5, 6-4         |         |
| 4.                                    | 21 september 2009 | Trnava           | Gravel     | Grigor Dimitrov   | Jan Minář Lukáš Rosol                | 6-4, 2-6, 10-8   |         |
| 5.                                    | 30 april 2012     | Ostrava          | Gravel     | Radu Albot        | Adam Pavlásek Jiří Veselý            | 7-5, 5-7, [10-8] |         |
| 6.                                    | 28 april 2013     | Savannah         | Gravel     | Denys Molchanov   | Michael Russell Tim Smyczek          | 6-2, 7-5         |         |
| 7.                                    | 13 oktober 2013   | Tasjkent         | Hardcourt  | Michail Jelgin    | Purav Raja Divij Sharan              | 6-4, 6-4         |         |

## Resultaten grandslamtoernooien
| Legenda | Legenda                          |
| ------- | -------------------------------- |
| g.t.    | geen toernooi gehouden           |
| l.c.    | lagere categorie                 |
| –       | niet deelgenomen                 |
| G       | uitgeschakeld in de groepsfase   |
| 1R      | uitgeschakeld in de eerste ronde |
| 2R      | uitgeschakeld in de tweede ronde |
| 3R      | uitgeschakeld in de derde ronde  |
| 4R      | uitgeschakeld in de vierde ronde |
| KF      | uitgeschakeld in de kwartfinale  |
| HF      | uitgeschakeld in de halve finale |
| F       | de finale verloren               |
| W       | het toernooi gewonnen            |
| w-v     | winst/verlies-balans             |

### Prestatietabel enkelspel
Deze gegevens zijn bijgewerkt tot en met 25 juli 2012.
| Grandslamtoernooien   |                   |                   |                   |                   |                   |       |       |       |      |      |       |       |       |         |
| Australian Open       | –                 | –                 | –                 | 1R                | –                 | 1R    | 1R    | 1R    | –    | –    | 3R    | 1R    | 1R    | 2-7     |
| Roland Garros         | –                 | –                 | –                 | 1R                | –                 | 2R    | 4R    | 1R    | –    | –    | 2R    | 4R    | 3R    | 8-6     |
| Wimbledon             | –                 | –                 | –                 | 1R                | –                 | 1R    | 2R    | 1R    | –    | 1R   | 1R    | 1R    | 1R    | 1-8     |
| US Open               | –                 | –                 | 2R                | 2R                | 1R                | 1R    | 1R    | –     | 1R   | –    | 3R    | 2R    |       | 5-8     |
| Winst-verlies         | 0-0               | 0-0               | 1-1               | 1-4               | 0-1               | 1-4   | 4-4   | 0-3   | 0-1  | 0-1  | 5-4   | 4-4   | 2-3   | 18-29   |
| ATP World Tour Finals |                   |                   |                   |                   |                   |       |       |       |      |      |       |       |       |         |
| ATP World Tour Finals | –                 | –                 | –                 | –                 | –                 | –     | –     | –     | –    | –    | –     | –     |       | 0-0     |
| ATP Masters 1000      |                   |                   |                   |                   |                   |       |       |       |      |      |       |       |       |         |
| Indian Wells          | –                 | –                 | –                 | 3R                | –                 | 2R    | –     | 1R    | –    | –    | 2R    | 1R    | 1R    | 4-6     |
| Miami                 | –                 | –                 | –                 | 2R                | –                 | 2R    | –     | 2R    | –    | –    | 2R    | 2R    | 1R    | 5-6     |
| Monte Carlo           | –                 | –                 | 1R                | 1R                | –                 | –     | –     | –     | –    | –    | 2R    | –     | 1R    | 1-4     |
| Madrid                | –                 | –                 | –                 | –                 | –                 | 1R    | –     | –     | –    | –    | 1R    | –     | 1R    | 0-3     |
| Rome                  | –                 | –                 | 1R                | 1R                | –                 | –     | –     | –     | –    | –    | –     | –     |       | 0-2     |
| Hamburg               | –                 | –                 | –                 | –                 | –                 | l.c.  | l.c.  | l.c.  | l.c. | l.c. | l.c.  | l.c.  | l.c.  | 0-0     |
| Montréal/Toronto      | –                 | –                 | 1R                | –                 | –                 | –     | –     | –     | –    | –    | –     | –     |       | 0-1     |
| Cincinnati            | –                 | –                 | –                 | –                 | –                 | –     | –     | –     | –    | –    | 1R    | –     |       | 0-1     |
| Shanghai              | geen Masters 1000 | geen Masters 1000 | geen Masters 1000 | geen Masters 1000 | geen Masters 1000 | –     | –     | –     | –    | –    | 1R    | –     |       | 0-1     |
| Parijs                | –                 | –                 | 3R                | 1R                | –                 | –     | –     | –     | –    | –    | –     | –     |       | 1-2     |
| Statistieken          |                   |                   |                   |                   |                   |       |       |       |      |      |       |       |       |         |
| Totaal aantal titels  | 0                 | 0                 | 0                 | 0                 | 0                 | 0     | 0     | 0     | 0    | 0    | 0     | 0     | 0     | 0       |
| Totaal winst-verlies  | 0-2               | 2-4               | 6-12              | 10-28             | 13-13             | 13-24 | 10-17 | 10-20 | 1-5  | 2-2  | 19-25 | 17-22 | 11-18 | 114-192 |
| Eindejaarsranking     | 254               | 141               | 102               | 120               | 65                | 106   | 80    | 138   | 182  | 76   | 67    | 50    |       | n.v.t.  |

N.B. "l.c." = lagere categorie

### Prestatietabel dubbelspel (grand slam)
| Grandslamtoernooien   |     |     |     |     |     |     |     |     |     |     |        |
| Australian Open       | –   | –   | –   | –   | 1R  | –   | –   | 1R  | 1R  | 1R  | 0-4    |
| Roland Garros         | 1R  | –   | 2R  | –   | 3R  | –   | –   | 2R  | –   | 1R  | 4-5    |
| Wimbledon             | 1R  | –   | –   | –   | –   | –   | –   | 2R  | 2R  |     | 2-3    |
| US Open               | 2R  | 1R  | 1R  | 1R  | –   | –   | –   | 1R  | 1R  |     | 1-6    |
| Winst-verlies         | 1-3 | 0-1 | 1-2 | 0-1 | 2-2 | 0-0 | 0-0 | 2-4 | 1-3 | 0-2 | 7-18   |
| ATP World Tour Finals |     |     |     |     |     |     |     |     |     |     |        |
| ATP World Tour Finals | –   | –   | –   | –   | –   | –   | –   | –   | –   |     | 0-0    |
| Statistieken          |     |     |     |     |     |     |     |     |     |     |        |
| Totaal aantal titels  | 0   | 0   | 0   | 0   | 0   | 0   | 0   | 0   | 1   | 0   | 1      |
| Eindejaarsranking     | 174 | 284 | 186 | 238 | 131 | 307 | 191 | 165 | 130 |     | n.v.t. |